# Ptolemaios (Soldat)
Ptolemaios (griechisch: Πτολεμαῖος; † 334 v. Chr.) war ein Leibwächter (somatophylax) des makedonischen Königs Alexanders des Großen, den er ab 334 v. Chr. auf dessen Asienfeldzug begleitete. Bei der Belagerung von Halikarnassos im selben Jahr wurde Ptolemaios als Anführer zweier Abteilungen (taxeis) leichter Infanteristen (vielleicht Hypaspisten) im Kampf getötet. Sein Platz unter den Leibwächtern wurde von Hephaistion eingenommen.
Ptolemaios war möglicherweise der Vater jenes Ptolemaios, der auf der Konferenz von Triparadeisos 320 v. Chr. zum Leibwächter des Königs Philipp III. Arrhidaios ernannt wurde.